# Eduard Gombala
Eduard Gombala (ur. 1 marca 1932 w Detvianskiej Hucie, zm. 2019) – słowacki literaturoznawca i poeta. Zajmował się badaniem literatury słowackiej drugiej połowy XIX wieku.
Ukończył słowacystykę w Wyższej Szkole Pedagogicznej w Bratysławie, gdzie studiował w latach 1953–1957. W 1965 r. został zatrudniony na Wydziale Pedagogicznym w Bańskej Bystrzycy, a od 1978 r. piastował stanowisko docenta. W 1991 r. objął stanowisko profesora na Uniwersytecie Mateja Bela w Bańskiej Bystrzycy. Był profesorem emerytowanym w Katedrze Języka i Literatury Słowackiej na Wydziale Filozoficznym Uniwersytetu Katolickiego w Rużomberku. Zmarł w 2019 r.

## Wybrana twórczość
- Slovník literárnovedných termínov (współautorstwo, 1979)